# Billy Currington
Billy Currington (Savannah, 19 novembre 1973) è un cantante e scrittore statunitense di musica country.
Attualmente vive a Nashville, nel Tennessee. Ha quattro fratelli e due sorelle. È single e non ha figli.
Il suo album di debutto omonimo è uscito nel 2003 ed è entrato nella top ten Walk a Little Straighter e nei 5 migliori con I Got a Feelin'.
Il duetto con Shania Twain nel singolo Party for Two lo ha aiutato a raggiungere il successo anche in Europa.
Nel 2005 è uscito il primo singolo del suo secondo album, Must Be Doin' Somethin' Right che è andato subito al #1 nella classifica country.

## Album
- 2003 -  Billy Currington - #107 Billboard 200, #17 Top Country Albums
- 2005 -  Doin' Somethin' Right - #11 Billboard 200, #2 Top Country Albums (Platinum)
- 2008 -  Little Bit of Everything
- 2010 -  Enjoy Yourself
- 2013 -  We Are Tonight
- 2015 -  Summer Forever

## Raccolte
- 2011 - Icon